# Johannes Becher
Johannes Robert Becher (ur. 22 maja 1891 w Monachium, zm. 11 października 1958 w Berlinie Wschodnim) – niemiecki poeta, krytyk literacki, redaktor i polityk.

## Życiorys
Studiował medycynę, literaturę i filozofię, w 1919 wstąpił do niemieckiej partii komunistycznej. Początkowo jego twórczość inspirowana była ekspresjonizmem. W tym okresie powstała romantyczna poezja, która odzwierciedlała zarówno jego przemyślenia osobiste, jak i wizje nowego porządku świata (An Alle! 1919).
W latach 1933–1945 przebywał na emigracji w ZSRR, gdzie wydawał niemieckojęzyczne antyfaszystowskie pismo „Internationale Literatur”. W 1945 wrócił do Berlina, a od 1949 wydawał pismo „Sinn und Form”.
22 listopada 1950 w Warszawie na II Kongresie Obrońców Pokoju został wybrany w skład Światowej Rady Pokoju.
W latach 1953–1956 był przewodniczącym Niemieckiej Akademii Sztuki, a od 1954 ministrem kultury w NRD. Autor słów hymnu NRD, poezji wychwalającej rewolucję październikową, oraz powieści autobiograficznej „Pożegnanie” (1952). Z racji sprawowanych funkcji był „skoszarowany” w partyjnym i rządowym osiedlu kierownictwa NRD wokół Majakowskiring w Berlinie-Pankow. 